# سير مسنن

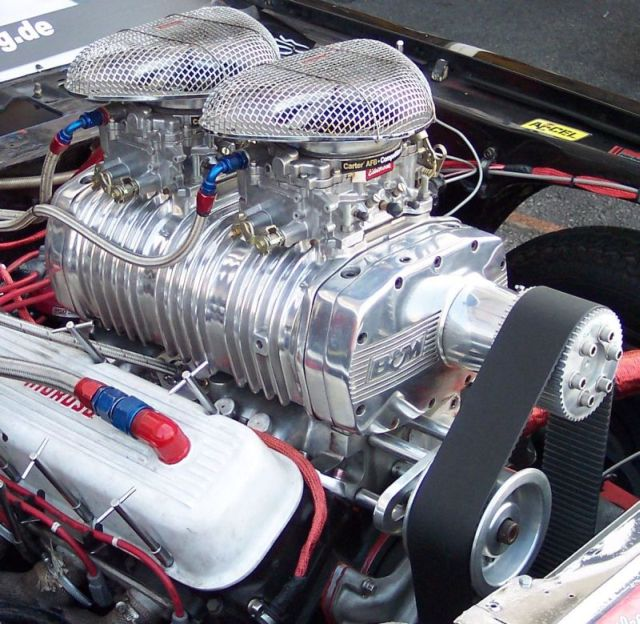
سير مسنن

السِّير المُسَنّن (جمع: سُيُور مسننة) هو سير مرن ذو أسنان مصبوبة على سطحه الداخلي. تُصمم السيور المُسننة بحيث تُشغل فوق المسننات أو المُضرَّسات المطابقة. تُستخدم السيور المسننة في مجموعة واسعة من الأجهزة الميكانيكية حيث يكون نقل الطاقة العالي مطلوبًا.

## التصميم والتطبيق
سير التوقيت أو السير المسنن أو سير المُزامنة  هي سُيُور دفع حركية غير زلوقة (قابلة للانزلاق). مصنوعة على شكل سيور مرنة ذات أسنان مصبوبة على سطحها الداخلي. تعمل السيور فوق بكرات مسننة أو أسنان مسننة متطابقة. لا يُسبب هذا النوع من الأحزمة على أي انزلاق عند شدها شدًّا صحيحًا، وغالبًا ما تُستخدم لنقل الحركة لأغراض المزامنة (ومن هنا اسمها). تُستخدم بدلاً من السلاسل أو التروس، لذلك يكون هناك ضوضاء أقل وليس من الضروري استخدام حمام التشحيم.